# Племберк
Племберк (словен. Plemberk) — поселення в общині Ново Место, регіон Південно-Східна Словенія, Словенія.